# Gotland
Gotland – jeden ze szwedzkich regionów terytorialnych (szw. län), obejmujący swym obszarem położoną na Morzu Bałtyckim największą wyspę szwedzką Gotlandię oraz leżące wokół niej mniejsze wyspy. Łącznie jest to razem z wyspą Gotlandią 805 wysp, z których 3 są stale zaludnione, a na 12 znajdują się zabudowania. Siedzibą władz regionu (residensstad) jest Visby.
Terytorium regionu Gotland, zaliczanego do Götaland, jest identyczne z obszarem krainy historycznej (landskap) Gotlandia.
Gotland składa się z jednej gminy - gminy Gotland, obejmującej całe terytorium regionu.
Lista największych miejscowości (tätorter) regionu Gotland (2010):
| # | Miejscowość | Liczba ludności |
| - | ----------- | --------------- |
| 1 | Visby       | 22 593          |
| 2 | Hemse       | 1 715           |
| 3 | Slite       | 1 483           |
| 4 | Klintehamn  | 1 363           |
| 5 | Vibble      | 1 286           |

Krajobraz regionu jest dość zróżnicowany - od skalistych wybrzeży na północnym wschodzie po białe, piaszczyste plaże. Bogata historia wyspy i jej walory krajobrazowe są główną przyczyną jej turystycznej popularności.